# Père Amat
Pour les articles homonymes, voir Amat.
Père Amat Casellas né le 17 septembre 2004, est un joueur espagnol de hockey sur gazon.

## Carrière
Il a été appelé en équipe première en 2022 pour concourir à la Ligue professionnelle 2021-2022.